# Gynophor

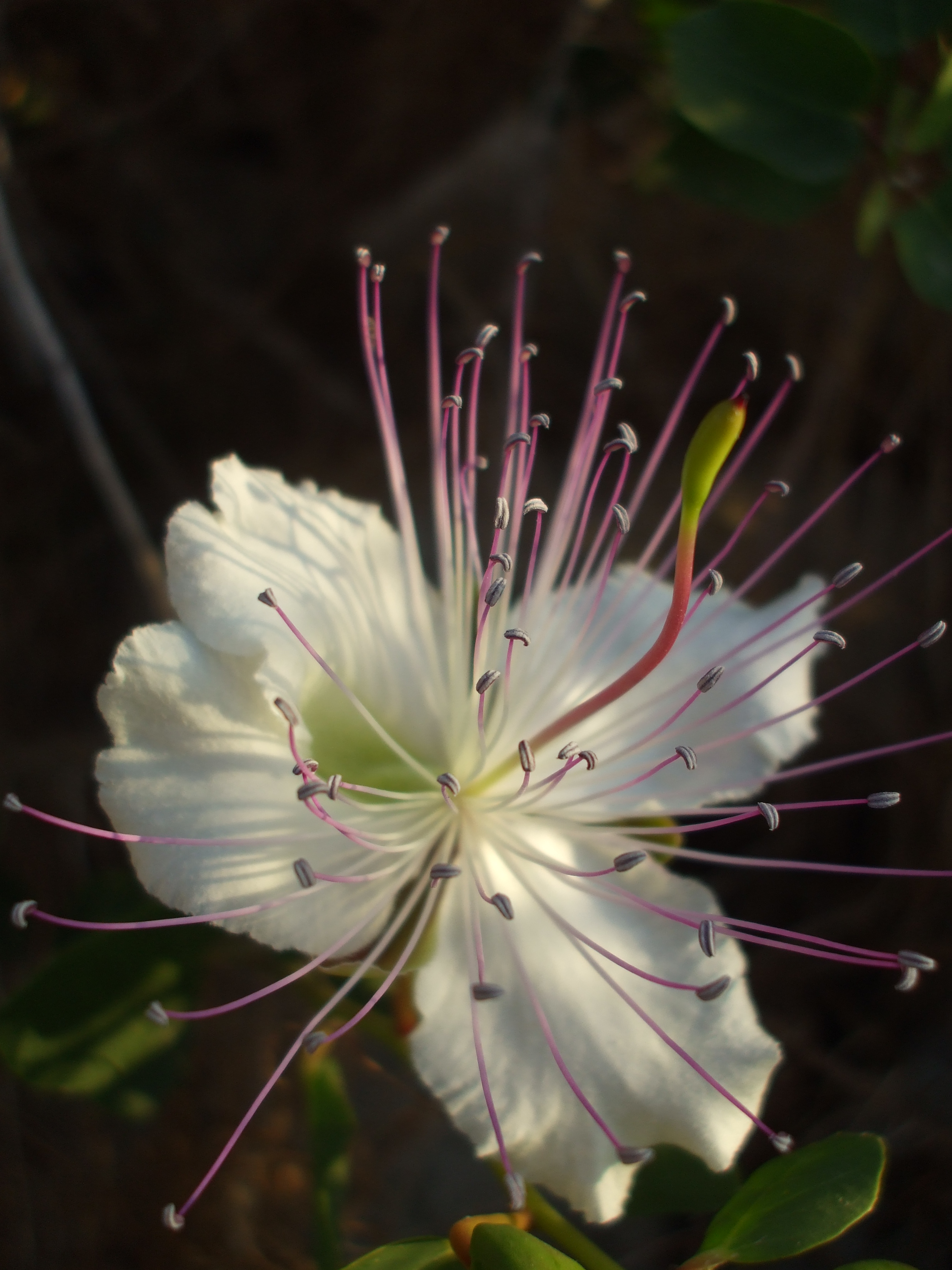
Kapernblüte mit auf dem Gynophor sitzendem Gynoeceum

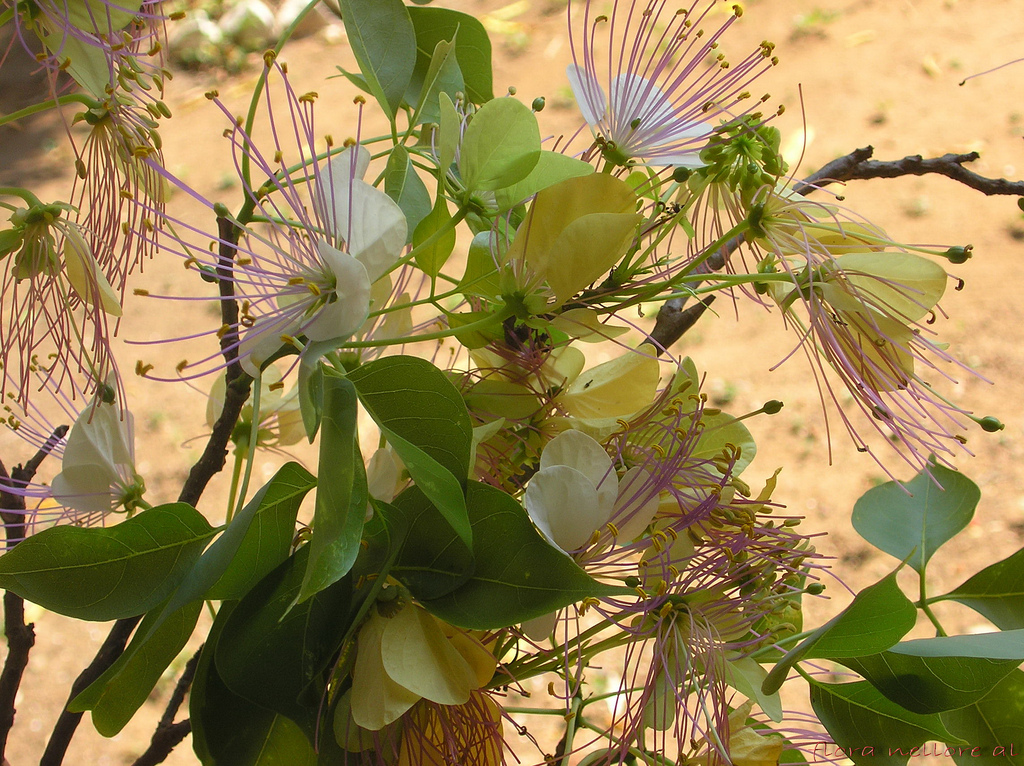
Lange Gynophore bei Crateva magna einem Kaperngewächs

Als Gynophor (von griech. gynē, Genitiv gynaikos = Frau, griech. -phoros = -tragend) wird in der Botanik ein gestrecktes Internodium in der Blüte zwischen den männlichen Sexualorganen (Androeceum) und den weiblichen Sexualorganen (Gynoeceum) genannt.
Als frühester Nachweis für das Wort gilt das 1815 herausgebrachte Buch Élements de physiologie végétable et de botanique von C.F.B. de Mirbel.
Es bildet also eine Verlängerung der Blütenachse zwischen Gynoeceum und Blütenhülle, es wird auch als Stempelträger oder Fruchtknotenträger bezeichnet. Das Gynophor ist beispielsweise bei einigen Arten der Kaperngewächse ausgeprägt. Die Reihenfolge der Blütenorgane von außen beginnend, lautet Blütenhülle – Androeceum – Gynoeceum. Ist statt des Internodiums zwischen Androeceum und Gynoeceum, das zwischen Blütenhülle und Androeceum sowie dem Gynoeceum gestreckt, spricht man von einem Androgynophor. Möglich ist auch ein sogenannter Anthophor, der zwischen Kelchblättern und den übrigen Blütenorganen in Form eines blütentragenden Stieles ausgebildet ist, und beide Teile trennt, wie bei den Leimkräutern (Silene) in der Familie der Nelkengewächse.

Gynophor
Androgynophor
Anthophor

Ein Gynophor ist aber nicht dasselbe wie ein gestielter Fruchtknoten, ein Stempelfuß oder ein Karpophor, der Fruchthalter, hier bilden andere Basalteile am Fruchtknoten einen Stiel oder eine Verlängerung, die überwiegend vom Fruchtblatt abstammen. Die Bezeichnung wird allerdings häufig gleichgesetzt verwendet. 
Bei einem Cyathium, einem reduzierten und komplexen Blütenstand der wie eine einzelne Blüte erscheint, kann die mittlere und emporgehobene weibliche Blüte auch als auf einem Gynophor stehend betracht werden.